# Tommaso Pedio
Tommaso Pedìo (Potenza, 17 novembre 1917 – Potenza, 30 gennaio 2000) è stato uno storico, saggista e avvocato italiano, noto particolarmente per i suoi studi sul brigantaggio e la questione meridionale.

## Biografia

### Formazione
Nato a Potenza nel 1917 da famiglia di origine pugliese, prestò dapprima servizio come impiegato nel locale archivio di stato, di cui poi reggerà la sezione provinciale (dal settembre 1943 al febbraio 1944). Conseguì la laurea in giurisprudenza presso l'università "La Sapienza" di Roma, con una tesi sulla "Storia del Diritto Italiano", e si iscrisse all'albo degli avvocati nel 1945.
La frequentazione delle idee di Ettore Ciccotti e Gaetano Salvemini, insieme a quella degli ambienti anti-fascisti, porta Pedio ad avvicinarsi allo studio storico.
Durante l'occupazione anglo-americana, nel 1943 fondò e diresse la rivista quindicinale Il Gazzettino, di chiaro stampo anti-fascista. Fu capo della redazione italiana della rivista Controcorrente di Boston, durante l'ultima guerra, quando a quest'ultima collaborarono anche Gaetano Salvemini, Ignazio Silone, Angelo Tasca, Ernesto Rossi e Angelica Balabanoff.

### Attività accademica
Pedio fu anche avvocato. Iscritto sin dal 1945 nell'Albo degli Avvocati e Procuratori, agli anni immediatamente successivi risale la sua più intensa attività di giureconsulto penalista.
Collaborò anche con riviste di diritto penale, quali l'Enciclopedia del Diritto e diede alle stampe tre delle sue più importanti arringhe: Contro Franco in difesa della libertà dei popoli, Libertà e religione e La soppressione del neonato per causa di onore.
Cresciuto in ambienti antifascisti, Pedio si avvicinò presto alle idee di estrema sinistra. Ciononostante, la sua produzione fu sempre lontana, oltre che dalla scuola crociano-liberale, anche dalla scuola marxista, cosa che garantì allo storico di ritagliarsi un suo particolare posizionamento nel panorama degli storici italiani.
Nel 1951 riorganizzò il Comitato Provinciale di Potenza per l'Istituto per la Storia del Risorgimento Italiano, rivestendo poi il ruolo di presidente. Nel 1954 fondò la Rassegna lucana.
Dopo aver ottenuto la cattedra di Storia Moderna nella Facoltà di Giurisprudenza dell'Università di Bari, insegnò anche Storia Medievale nella Facoltà di Magistero.
Fu membro della Deputazione per la Storia Patria della Calabria e della Lucania; della Società Napoletana di Storia Patria e della Deputazione di Storia Patria per la Lucania, di cui dirigerà per lungo tempo la rivista ufficiale. Fu membro inoltre del Centre d'études supérieures de Civilisation Médiévale dell'Università di Poitiers, della  Society for medieval archeology di Londra e dell'International Organization Biography di Cambridge.

### Attività letteraria
Appassionatosi allo studio della storia, dalla fine degli anni '40 fino all'inizio dei '60 si dedicò ad un'attentissima e sistematica ricerca d'archivio, volta principalmente ad indagare su fatti poco noti o considerati poco importanti circa gli eventi accaduti tra XVIII e il XIX secolo nel Mezzogiorno e, in particolare, in Basilicata. Curò due inchieste sulla sua regione, la prima nel 1946 per l'Avanti! e la seconda per la Repubblica d'Italia nel 1948.
In occasione del suo centenario, nel 1960 pubblicò un lavoro sull'Insurrezione lucana, per il quale vinse il Premio Lions 1960-61.
Dal 1969 al 1980 Pedio diede alle stampe decine e decine di pubblicazioni, spaziando dalla storiografia medioevale a quella moderna, pubblicando molte opere sulla Basilicata longobarda, normanna e angioina; e sulla Puglia.
Fu infatti per lungo tempo collaboratore della Società di Storia Patria per la Puglia, per la quale curò nel 1975 gli atti del convegno su Emanuele De Deo. Nel 1981 fondò, con Mauro Spagnoletti, la rivista Studi Storici Meridionali. Nello stesso periodo il suo nome venne incluso nell'edizione di Who's who in the World.
Nel 1999 la sua attenzione sulla storiografia medioevale sulla Basilicata culmina con la sua ultima opera, il Cartulario della Basilicata, che raccoglie un imponente numero di documenti d'archivio datati dal 476 al 1443.
Morì il 30 gennaio 2000 a Potenza. Il Comune di Potenza successivamente gli dedicherà un largo nel centro storico, nei pressi di Porta San Giovanni.

## Attività storiografica
Il nome di Tommaso Pedio è associato principalmente agli innumerevoli studi condotti sulla storia del Mezzogiorno e della Basilicata. La sua sterminata opera, da cui trasuda l'attenta ed enciclopedica conoscenza delle proprie fonti e bibliografia, riguardò tutti i periodi storici dal medioevo fino all'età contemporanea. Il suo approccio storiografico, esplicitamente espresso anche nell'ambito della propria attività accademica, è stato quello di svincolare l'analisi storiografica dalle ideologie politiche.
(Tommaso Pedio, Economia e società meridionale a metà dell'Ottocento, Capone Editore, 1999.)
Pedio studiò con grande rigore la storia del Regno di Napoli, sfatando più volte il mito del «giardino delle esperidi» decantato dalle stampe pubblicistiche del XVIII secolo, ma allo stesso tempo si tenne lontano dalla tesi di Giustino Fortunato che voleva un Sud naturalmente e geograficamente povero, ponendo risalto invece all'eterna questione della terra e della feudalità, che lo storico potentino fa risalire addirittura a Federico II e alla sua politica di non-smembramento del latifondo. Particolare attenzione, poi, il Pedio riservò al tema del Risorgimento nel Meridione e al fenomeno del Brigantaggio, concentrandosi su quello anti-francese e post-unitario.
Lo stile di scrittura di Pedio è semplice, arguto e paratattico. I suoi testi sono alla portata dell'amatore quanto dello specialista. Nelle parole di un suo maestro,
(Basilio Bontempo, Un figlio della forte e generosa Lucania: Tommaso Pedio, Catania, Lo Verde, 1939, pp. 4-5.)
Da qui l'evidenza sull'altro lato importante dell'opera di Pedio, ossia l'attenzione che lo storico pone, oltre che ai fattori economici e sociali delle epoche studiate, alla ricerca biografica sui protagonisti, anche marginali, degli eventi studiati: capolavoro, in questo senso, è il suo Dizionario dei patrioti lucani: artefici e oppositori (1799-1870), pubblicato in cinque tomi tra il 1969 e il 1990, che contiene 11.256 biografie di personaggi storici lucani.

## Opere
Nella vastissima bibliografia dello storico potentino si distinguono alcune opere.
Dal giovanile Processi e documenti storici della sezione di Archivio di Stato di Potenza (1946)
al seminale Radicali moderati e conservatori durante la Repubblica partenopea: note ed appunti sul 1799 in Basilicata (1958), da L'Insurrezione lucana nell'agosto del 1860 (1960) al completo Saggio bibliografico sulla Basilicata: dalle origini del Risorgimento alla repressione del brigantaggio: 1700-1870 (1961).
A questi saggi seguirono notevoli volumi, spesso espansione dei lavori in rivista, come Storia della storiografia lucana (1964), La relazione Gaudioso sulla Basilicata (1736) (1965), Vita politica in Italia Meridionale: 1860-1870 (1966), Vita di una cittadina meridionale nel Medio Evo e nell'età moderna: note ed appunti (1968).
Il suo capolavoro resta, comunque, Dizionario dei patrioti lucani, artefici e oppositori (1700-1870), cui si affiancano La Basilicata borbonica (1986) e Massoni e giacobini nel Regno di Napoli: Emmanuele de Deo e la congiura del 1794 (1986). 
Per la storia del Risorgimento nel Regno delle Due Sicilie, Pedio pone come principio del movimento la rivoluzione del 1647, da cui secondo lo storico potentino nacque quel movimento anti-feudale che sfociò prima nella Repubblica Napoletana del 1799 e successivamente nelle rivoluzioni del 1820 e 1848. Molto critico è, poi, il suo giudizio sugli eventi del 1860 in Basilicata. Lontano delle interpretazioni estremamente patriottiche di storici precedenti come Michele Lacava, Pedio ricerca le cause del successo del movimento insurrezionale lucano negli interessi della ricca classe borghese:
La grande attenzione dello storico per la ricerca biografica gli consentì anche di giudicare gli appartenenti al movimento come
Pedio si allontanò anche delle interpretazioni esclusivamente “banditistiche” del fenomeno del brigantaggio postunitario, leggendo invece gli eventi del 1861-1863 come una vera e propria guerra civile.
In linea con quanto scritto da Francesco Saverio Nitti, per Pedio gli eventi scatenatisi dal 1861 furono l'espressione della lotta dei «cafoni» contro i «galantuomini» scatenatasi grazie all'azione della ricca borghesia che era riuscita ad assicurarsi, anche col nuovo governo, lo status quo precedente.
Lo storico potentino, però, non fu propriamente un antesignano delle tesi anti-risorgimentali e neo-borboniche più recenti. Per Pedio l'adesione alla lotta legittimista delle plebi fu determinata solo dagli eventi del periodo. Come scrisse nel 1966,
Nel 1962 Pedio curò anche la riedizione della autobiografia del brigante Carmine Crocco e del diario del generale José Borjes, protagonista dell'omonima spedizione.
In campo medievistico, La Basilicata longobarda (1989), La Basilicata normanna (1989), il dittico La Basilicata da Federico II a Roberto d'Angiò e La Basilicata da Roberto a Renato d'Angiò (1989) e, soprattutto,
il Cartulario della Basilicata (476-1443) (1998/1999).

## Pubblicazioni
La lista delle pubblicazioni dello storico potentino comprende:
- Per la storia della questione meridionale (1944)
- Processi e documenti storici della sezione di Archivio di Stato di Potenza (1946)
- Contro Franco in difesa della libertà dei popoli  (1951)
- Libertà e religione (1952)
- Osservazioni sulla obiezione di coscienza (1953)
- Titolarita del diritto di querela del reato di sottrazione consensuale di minorenni (1954)
- La soppressione del neonato per causa di onore (1954)
- Radicali moderati e conservatori durante la Repubblica partenopea: note ed appunti sul 1799 in Basilicata (1958)
- Per la repressione del moto antifrancese in Viggiano nell'agosto del 1806 (1959)
- L'Insurrezione lucana nell'agosto del 1860 (1960)
- La Basilicata durante la dominazione borbonica: note ed appunti per la storia economica e sociale del Mezzogiorno d'Italia (1961)
- Saggio bibliografico sulla Basilicata: dalle origini del Risorgimento alla repressione del brigantaggio: 1700-1870 (1961)
- Reazione alla politica piemontese ed origine del brigantaggio in Basilicata (1860-61) (1961)
- Le condizioni della Basilicata in una inchiesta del 1859 (1961)
- Il Mezzogiorno e la Basilicata (1962)
- Gli studi di storia patria in Basilicata dal secolo XV alla fine del secolo XVIII (1962)
- Contadini e galantuomini nelle provincie del Mezzogiorno d'Italia durante i moti del 1848 (1963)
- Potenza dai normanni agli aragonesi: note ed appunti (1964)
- A proposito di alcuni recenti studi sulla storia dell'agricoltura italiana (1964)
- Storia della storiografia lucana (1964)
- Inchieste e studi economici in Basilicata durante la dominazione borbonica (1965)
- La relazione Gaudioso sulla Basilicata (1736) (1965)
- Vita politica in Italia Meridionale: 1860-1870 (1966)
- L'opposizione liberale in Basilicata dopo l'Unità (1860-1864) (1966)
- Le provincie pugliesi alla fine del Settecento (1967)
- Gli studi di storia dell'arte in Basilicata da Bertaux a Prandi (1967)
- Note ed appunti per un cartulario della regione del Vulture: (967-1783) (1967)
- Per la storia della Basilicata nella seconda metà del XIII secolo (1967)
- Esuli meridionali nella Repubblica italiana, occupazione francese in Puglia e congiura del generale Lechi nel carteggio di Francesco Melzi (1968)
- Per la storia del Mezzogiorno d'Italia nell'età medievale: note ed appunti (1968)
- Vita di una cittadina meridionale nel Medio Evo e nell'età moderna: note ed appunti (1968)
- La grande inchiesta murattiana sulle condizioni del Mezzogiorno d'Italia (1969)
- Matrimonio e divorzio nelle province meridionali tra '700 e '800 (1969)
- Dizionario dei patrioti lucani, artefici e oppositori (1700-1870) - volume I (A-C) (1969)
- Potenza nelle sue vicende storiche (1970)
- Il 1799 in Terra di Bari: Documenti sul 1799 in Terra di Bari (1970)
- Dizionario dei patrioti lucani, artefici e oppositori (1700-1870) - volume II (D-I) (1972)
- Uomini, aspirazioni e contrasti nella Basilicata del 1799: i rei di Stato lucani (1973)
- Giacobini e sanfedisti in Italia meridionale: Terra di Bari, Basilicata e Terra d'Otranto nelle cronache del 1799 (1974)
- Gli spagnoli alla conquista dell'Italia (1974)
- I Comitati di provvedimento e i contrasti fra Mazzini e Garibaldi nel biennio 1861-1862(1975)
- La battaglia politica di Giovanni Bovio: antologia dei suoi scritti (1976)
- La Trasformazione e la scomparsa del costume popolare nei paesi pugliesi (1976)
- Lotte e contrasti per l'istituzione dell'Università degli studi di Bari (1977)
- Industria, società e classe operaia nelle province napoletane nella prima metà dell'Ottocento (1977)
- Antiche storie di Puglia e di Basilicata (1978)
- Brigantaggio e questione meridionale (1979)
- Classi e popolo nel Mezzogiorno d'Italia alla vigilia del 15 maggio 1848 (1979)
- Dizionario dei patrioti lucani, artefici e oppositori (1700-1870) - volume III (L-O) (1979)
- Agitazioni e scioperi operai a Napoli nella primavera del 1848 (1980)
- Il consolato veneto a Molfetta dal XV al XVIII secolo (1980)
- La Basilicata nel Risorgimento politico italiano (1700-1870): saggio di un dizionario bio-bibliografico (1981)
- Il 1848 in Capitanata (1981)
- L'inchiesta Massari sul Brigantaggio (1982)
- Baroni galantuomini e contadini nell'età moderna: appunti di storia meridionale (1982)
- L'insurrezione antifrancese in Basilicata nel 1806 (1982)
- La stampa politica delle province del Mezzogiorno dall'Unita al fascismo: giornali e fogli elettorali in Irpinia (1983)
- Moda e ricerche sulla vita religiosa nella storiografia locale (1983)
- Le provincie pugliesi: alla fine del XVIII secolo nelle relazioni del Galanti (1983)
- Vescovi e comunità cristiane in partibus Lucaniae fino alla conversione dei Longobardi (1984)
- Longobardi Bizantini e Saraceni nei paesi lucani tra il IX e il X secolo (1985)
- La Basilicata borbonica (1986)
- Massoni e giacobini nel Regno di Napoli: Emmanuele de Deo e la congiura del 1794 (1986)
- Vescovi ed abati nell'età sveva in Basilicata (1988)
- Brigantaggio meridionale, 1806-1863 (1989)
- La Basilicata longobarda (1989)
- La Basilicata normanna (1989)
- La Basilicata da Federico II a Roberto d'Angiò (1989)
- La Basilicata da Roberto a Renato d'Angiò (1989)
- Centri scomparsi in Basilicata (1990)
- Massoni e giacobini in Basilicata alla vigilia del 1799 (1990)
- L'ordinamento cittadino nelle province del Mezzogiorno d'Italia: Terra di Bari e Basilicata (1990)
- Dizionario dei patrioti lucani, artefici e oppositori (1700-1870) - volume IV (P-R) (1990)
- Dizionario dei patrioti lucani, artefici e oppositori (1700-1870) - volume V (S-Z) (1990)
- L'economia nelle province napoletane a meta dell'800 (1994)
- Intendenti e prefetti a Potenza: 1806-1943 (1997)
- La storia bandita: il brigantaggio meridionale (1799-1808) (1998)
- Cartulario della Basilicata (476-1443) (1998/1999)
- Viaggiatori stranieri nel Mezzogiorno d'Italia: George Berkeley in Basilicata (1999)
- Perché «briganti» (2000)